# 시옹성
시옹성(프랑스어: Château de Chillon)은 스위스 보주의 베이토 남쪽에 있는 제네바 호수에 위치한 섬 성이다. 호수의 동쪽 끝, 몽트뢰와 빌뇌브 사이의 좁은 해안에 위치하며, 론강의 알파인 계곡에 접근할 수 있다. 시옹성은 스위스와 유럽에서 가장 많이 방문한 중세 성 중 하나이다. 연속적으로 사보이 가문이 점령한 후 베른 제국이 차지했고, 1536년부터 1798년까지 현재는 보주에 속하며 국가적으로 중요한 스위스 문화재로 지정되어 있다. 현대식 시옹 요새는 가파른 산비탈에 숨겨져 있다.

## 어원
스위스 민족학자 알베르트 사무엘 가체트(Albert Samuel Gatschet)에 따르면 Chillon이라는 이름은 발도 방언에서 파생되었으며, “평평한 돌, 판, 플랫폼”을 의미한다. 따라서 1195년에 증명된 Castrum Quilonis라는 이름은 “바위 플랫폼 위에 지어진 성”을 의미한다.

## 위치
시옹성은 시옹섬에 건설되었다. 몽트뢰와 빌뇌브 사이의 제네바 호수에서 진행되는 타원형 석회암 암석으로 호수의 한쪽과 다른 쪽은 가파른 측면이 있고, 호수의 가파른 바닥이 있다. 성은 지정학적으로 전략적인 배치가 되었다. 이곳은 북쪽으로는 독일과 프랑스, 이탈리아로 가는 지름길인 론 계곡이 있으며, 호수 반대편의 사보야르 해안을 내려다볼 수 있다. 따라서 이탈리아로 가는 도로에 대한 군사적, 상업적 접근을 통제하고, 통행료를 부과할 수 있다.

## 역사
시옹은 로마 시대부터 군사 유적지였으며, 현재 성의 발전은 사보이아 시대, 베른 시대, 보두아 시대의 세 시기에 걸쳐 있다.

### 로마 시대
시옹은 로마 시대 전초 기지로 시작하여 알프스산맥을 통과하는 전략적 도로를 수호했다. 19세기 발굴 과정에서 로마 시대의 유물과 청동기 시대의 유물이 발견되었다. 이중 목조 성벽에서 로마인들은 10세기에 정사각형 천수각이 추가되기 전에 이곳을 요새화했을 것이다. 13세기의 출처는 시옹성을 소유한 시옹의 주교와 연결된다.

### 사보이아 시대
성의 가장 오래된 부분은 확실하게 날짜가 지정되지 않았지만, 성에 대한 최초의 기록은 1005년이었다. 부르고뉴에서 그랑 생베르나르 고개까지의 도로를 통제하기 위해 건설되었다. 1150년의 헌장에서 사보이아 백작 움베르토 3세는 오크렛의 시토회 회원들이 시옹으로 무료로 이동할 수 있도록 했으며, 당시 봉건 사회에서 사보이아 백작의 가신인 고셔 드 블로네로 성의 소유자를 지명했다.
12세기 중반부터 성은 제네바 호수에 선박 함대를 보관했던, 사보이아 백작의 여름 별장이었다. 성은 1248년과 1266-7년에 사보이아 백작 피에트로 2세에 의해 크게 확장되었다. 이 기간 동안 성 조지의 마스터 제임스가 독특한 창문을 추가했는데, 그는 이후 웨일즈의 할레치성에도 유사한 창문을 추가한 것으로 추정된다.

### 감옥
16세기 종교 전쟁 동안 사보이아 공작 카를로 3세는 포로를 수용하기 위해 성을 사용했다. 가장 유명한 죄수는 제네바의 성 빅토르 전임이자, 정치가였던 제네부아 수도사 프랑수아 드 보니바르(François de Bonivard)였을 것이다. 6년 임기 동안 드 보니바르는 자신의 사슬이 허용하는 한도 내에서 걸음을 옮겼고, 사슬과 틀에 박힌 자국이 여전히 눈에 띈다.

### 베른 시대
1536년에 성은 제네바와 베른 군대에 의해 점령되었고, 드 보니바르를 포함한 모든 포로가 석방되었다. 성은 시옹이 1733년 주립 감옥으로 전환될 때까지 베른 집행관의 거주지가 되었다.

### 보두아 시대
1798년에 프랑스어를 사용하는 보주는 독일어를 사용하는 베른 당국을 몰아내고 레만 공화국을 선언했다. 보두아는 다른 스위스인들로부터 자치권을 유지하기 위해 프랑스 군대를 초대했다. 프랑스군이 들어와 점령했을 때, 시옹은 군수품과 무기 창고로 사용되었다.

## 복원
낭만주의 미학의 비전에서 영감을 받은 19세기 성에 대한 일부 복원 노력은 역사적 진실성을 희생했다. 19세기 말에 역사적으로 정확한 방법으로 건축물을 재건하기 위해 고고학과 역사를 적용한 최초의 사례들 중 하나에서 기념비적인 복원의 윤리가 개발되었다. 이것은 다음 4가지 요소의 조합으로 인해 가능했다.
1. 1880년 스위스 역사 기념물 협회(Swiss Society of Historical Monuments )의 창립자 중 한 명인 요한 루돌프 란(Johann Rudolf Rahn)과 다음과 같은 건물의 복원과 밀접한 관련이 있었던 르네상스 건축 전문가인 헨리 드 가이뮐러(Henry de Geymüller)를 비롯한 복원에 선구적인 전문가들의 참여 Saint-Sulpice 교회의 로마네스크 양식 교회, Saint- Sulpice의 보  로잔의 Saint-François 교회와 로잔 대성당. 시옹 복원의 초기 수석 건축가는 로잔 대성당을 복원하는 데 Geymüller와 함께 일했던 Ernest Burnat였다. 그는 요새에 대한 일반 조사를 시작했으며, 보주의 고고학 발전에 중요한 역할을 한 수석 건축가이자, 고고학자인 알베르 나에프(Albert Naef)로 교체되어 계속되고 강화되었다. 나에프는 시옹 연구에 20년을 바쳤다. 역사적 정확성에 미학을 종속시키면서, 그는 역사적 기록 보관소에 대한 상세한 연구를 수행하고 광범위한 고고학적 발굴을 수행했다. 그 과정은 나에프가 보관하는 계획, 스케치, 사진과 일지에 성실하게 문서화되었다. 1908년에 버려질 때까지 복원은 절단된 석재에 새 석재를 새겨넣거나(R = 복원됨, RFS = 복원 팩시밀리, RL = 무료 복원) 교체 석재를 표시하거나 색상 변경 또는 빨간색 선으로 표시하는 힘든 과정을 따랐다. 석공 직. 나에프는 또한 "Great Bernese Kitchen"이라고도 불리는 집행관의 큰 방과 같은 특정 방의 태피스트리를 포함하여 성의 내부를 복원했다.
2. 1887년 시옹 복원 협회 창설. 처음부터 협회는 "물건에 옷을 입히는 특성, 거의 잠재된 삶, 당시의 아이디어에 대한 삶의 인상을 되돌려주는" 의도로 "예술적" 복원을 목표로 삼았다. 성 안에 역사박물관도 건립할 계획이다.
3. 1889년 기념물 복원을 전문으로 하는 유명한 미술사가와 건축가로 구성된 기술 위원회가 임명되었다. Rahn 및 de Geymüller와 함께 Chambéry의 건축가이자 Savoyard 성 건축의 감정가인 Théodore Fivel, Leo Chatelain, Collegiate Church of Neuchâtel 및 국가 건축가 Henri Assinare의 복원자가 포함되었다. 위원회는 1890년 10월 27일에 처음 만났고 이후 몇년 동안 복원을 면밀히 감독했다. De Geymüller는 성공에 중요한 역할을 했다. 영국 왕립 건축가 협회에서 1865년에 발표하고 1888년에 강화한 원리를 바탕으로, 그는 1896년 로잔에서 인쇄된 복원 프로그램을 위한 마일스톤(Milestones for Restoration Program)에 프레임워크를 설정했다. 나에프는 또한 1895년 Fivel의 죽음에 대해 기술 위원회에 합류했다.
4. 1898년 보주에서 스위스 최초의 역사적 기념물에 관한 법률을 채택하여 주에서 역사적 기념물 위원회를 설립하고 주 고고학자 직위를 만들 계획을 세웠다. 법률 초안을 작성한 나에프는 이 기능의 첫 번째 임명자였으며, 역사적 기념물을 보호하는 일을 담당했다.

그 결과 모범적인 것으로 판단되었다. 1898년 취리히 고대 협회(Zurich Antiquity Society)에 대한 강의에서 요한 루돌프 란(Johann Rudolf Rahn)은 그것에 대해 자랑했고, 독일 황제 빌헬름 2세는 오쾨니스부르크성 요새의 재건을 계획할 때 시옹 모델에 대해 문의했다.  이러한 복원들로 인해, 그 성은 훌륭한 상태이고, 봉건 건축의 좋은 모델이 되고 있다.

## 관광
18세기 말부터 이 성은 장자크 루소, 빅토르 위고, 알렉산드르 뒤마, 귀스타브 플로베르, 메리 셸리와 바이런 경을 비롯한 전 세계의 낭만주의 작가들과 영감을 주는 시인들을 끌어들였다. 1939년까지 인기 있는 관광지인 몽트뢰와 가까운 덕분에 이 성은 연간 100,000명 이상의 방문객을 끌어들였다. 2005년까지 이 숫자는 30만 명으로 증가했다.
시옹은 입장료를 기준으로 방문과 관광을 투어를 위해 대중에게 개방되어 있으며, 성 웹 사이트에 따르면 “스위스에서 가장 많이 방문한 역사적 기념물”이다. 주변에 주차공간과 버스정류장이 있다. 성 내부에는 그랜드 침실, 홀 및 동굴 상점을 포함한 일부 주요 방의 내부가 재현되어 있다. 방문객들은 4개의 큰 홀, 3개의 안뜰, 그리고 14세기 벽화로 장식된 사보이 공작 이 거주했던 카메라 도미니를 비롯한 일련의 침실을 볼 수 있다.

## 대중문화

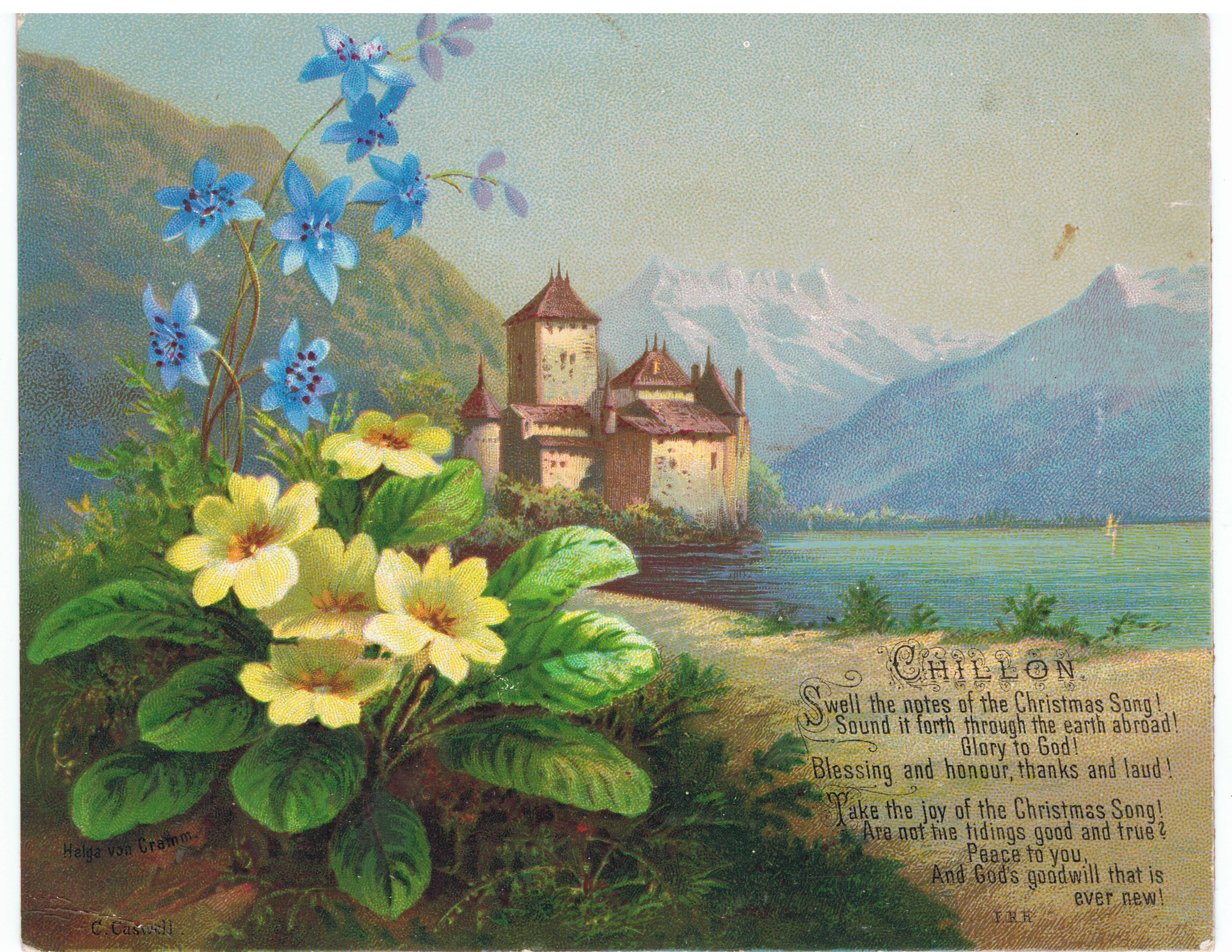
헬가 폰 크램의 시옹성 다색 석판술, 1878년

성을 방문한 후 프랑수아 보니바르의 이야기에서 영감을 받은 바이런 경은 1816년 프랑수아 드 보니바르에 대한 〈시옹의 죄수〉라는 시를 썼다. 바이런은 또한 던전의 기둥에 자신의 이름을 새겼다.
귀스타브 쿠르베는 인근 라뚜르드페(La Tour-de-Peilz)에서 스위스로 망명하는 동안 성을 여러 번 그렸다. 가장 유명한 표현은 1874년에 캔버스에 유채화로 그린 “시옹성”(Castle of Chillon)"으로 현재 오르낭의 쿠르베 미술관에 있다.
그의 1878년 소설 “데이지 밀러”에서 헨리 제임스는 여주인공과 젊은 미국 동포 윈터본이 시옹성을 방문하게 한다. 푸랑수아 보니바르가 한때 수감되었던 감옥은 사회적 관습의 족쇄에서 벗어날 수 있다고 생각하는 데이지 밀러에게 상징적이고, 전조적인 의미를 갖게 했다.
1890년, 시계 제작자인 에두아르-가브리엘 우트리히는 만드는 데 5년이 걸린 기계식 자동 기계를 완성했다. 아연, 강철 및 황동으로 제작된 이 제품은 1536년 베른에게 성을 함락당하고 프랑수아 보니바르 해방을 보여주는 1/100 스케일 모델이다. 크기는 100cm × 67cm × 42cm이다.) 제네바 사람이 직접 쓴 오리지널 악보가 있는 오르골이 장착되어 있다. 작곡가 E. 페랭은 수많은 작은 병사들과 철창 너머로 보이는 지하 감옥의 고문 장면을 포함하여, 100개의 움직이는 피규어를 포함한다. 이 자동 장치는 수십년 동안 사라졌고, 결국 시옹의 친구 협회(Association of Friends of Chillon), 주립 고고학, 역사 박물관(MCAH), 그리고 시옹성 재단에서 2016년 3월 파리에서 열린 경매에서 59,000 스위스 프랑에 구입했다.
화가 E. 라피에르는 1896년에 성을 캔버스에 유채로 묘사했다.
시옹은 몽트뢰 재즈 페스티벌에서 빌 에번스의 1968년 라이브 앨범 〈Bill Evans〉의 표지 이미지로 사용되었으며, 1989년 디즈니 애니메이션 영화 〈인어 공주〉의 성에 영감을 주었다.
2009년에는 셰익스피어의 리어왕을 소리와 빛으로 각색하고, 2012년에는 그리스 신화의 타이탄 히페리온에서 영감을 받은 서사시 프레스코를 제작하기 위해 토농레뱅(Thonon-les-Bains)에 위치한 콩파니 뒤 그랄(Compagnie du Graal) 극단을 두 차례 주최했다.

## 갤러리

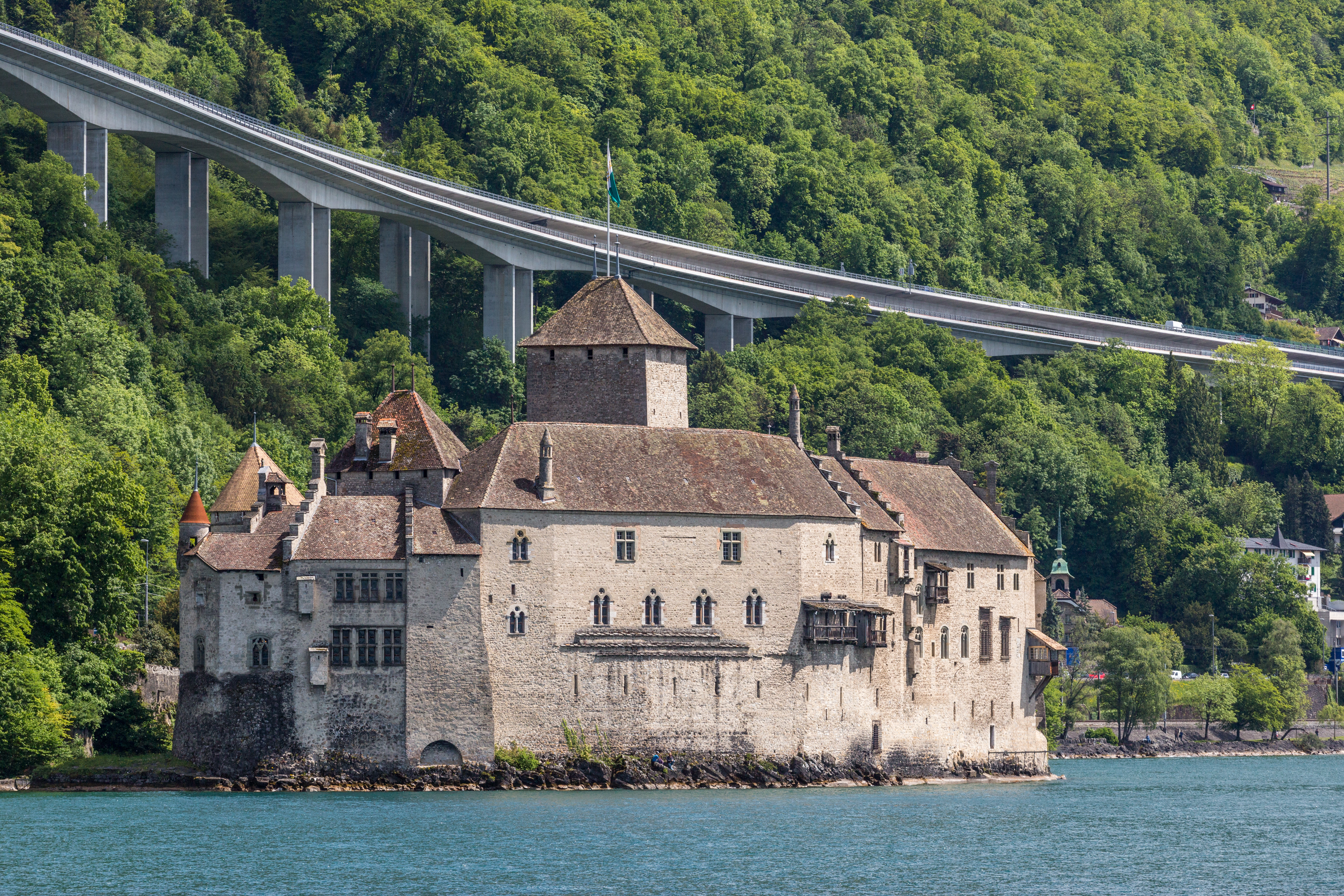
시옹성고하 도로
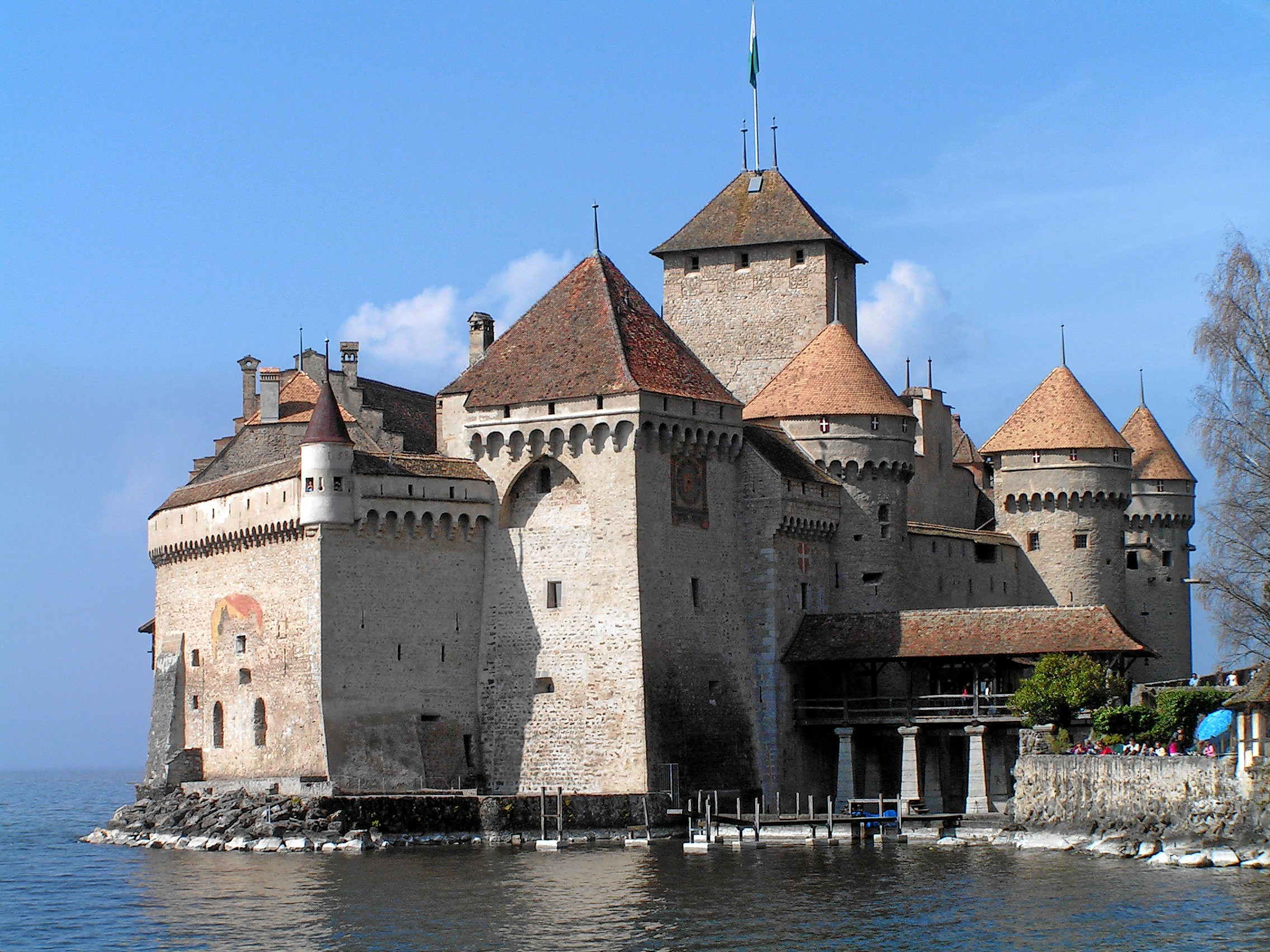
남쪽에서
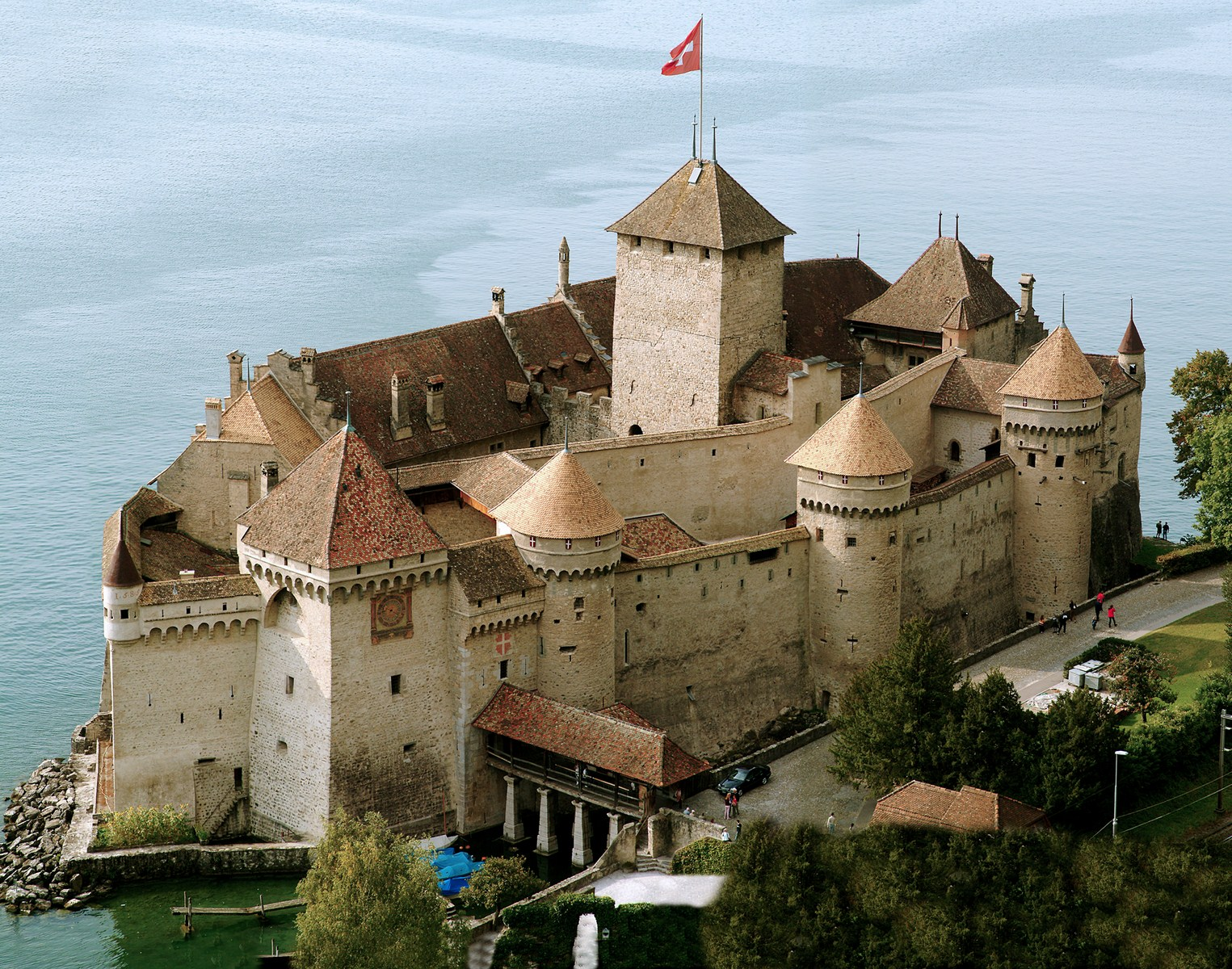
공중뷰
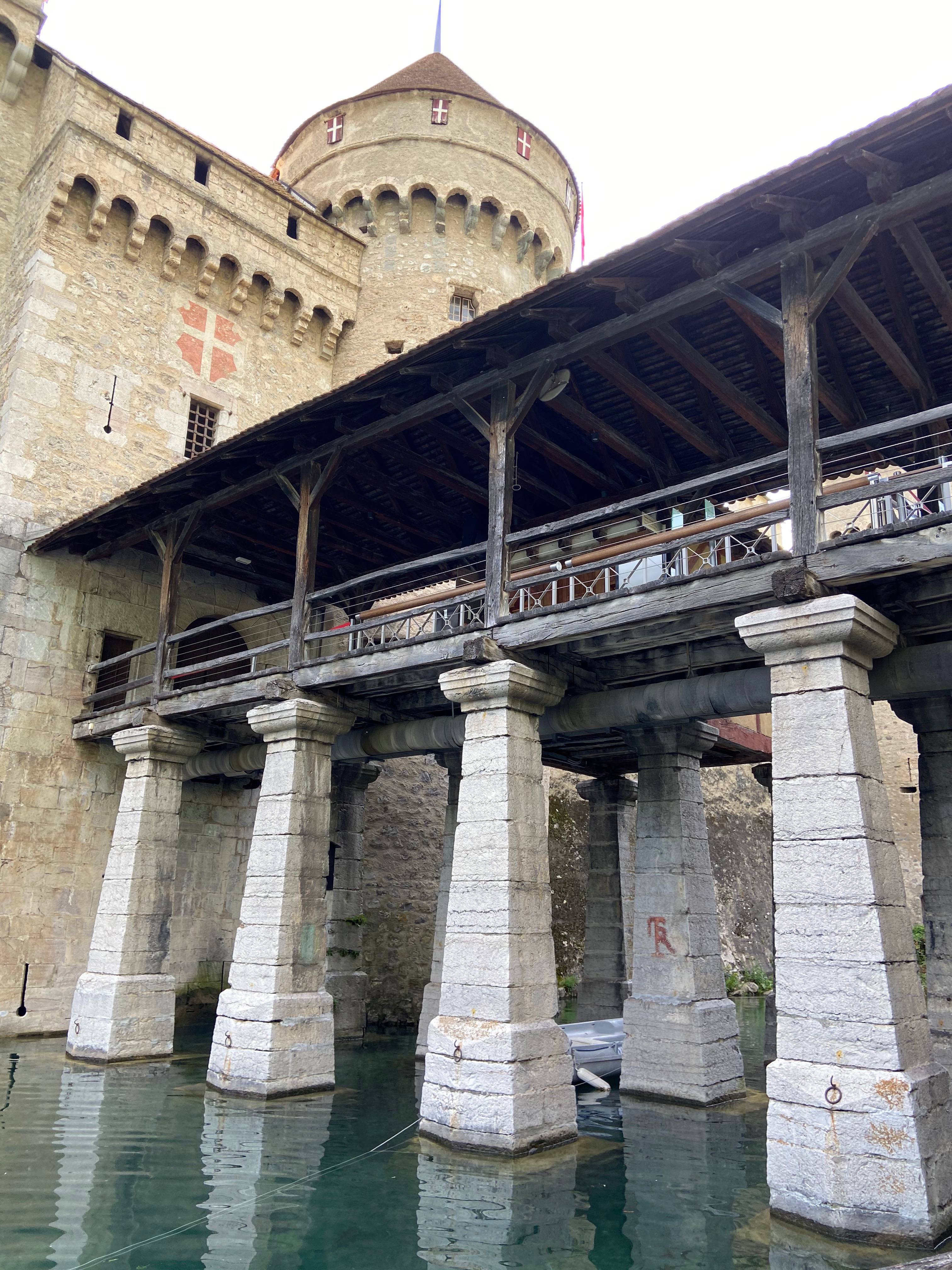
다리 아래에서 본 경치
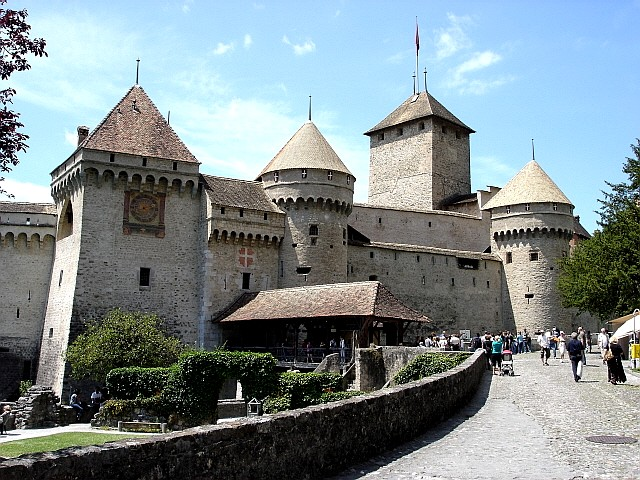
전방 전경
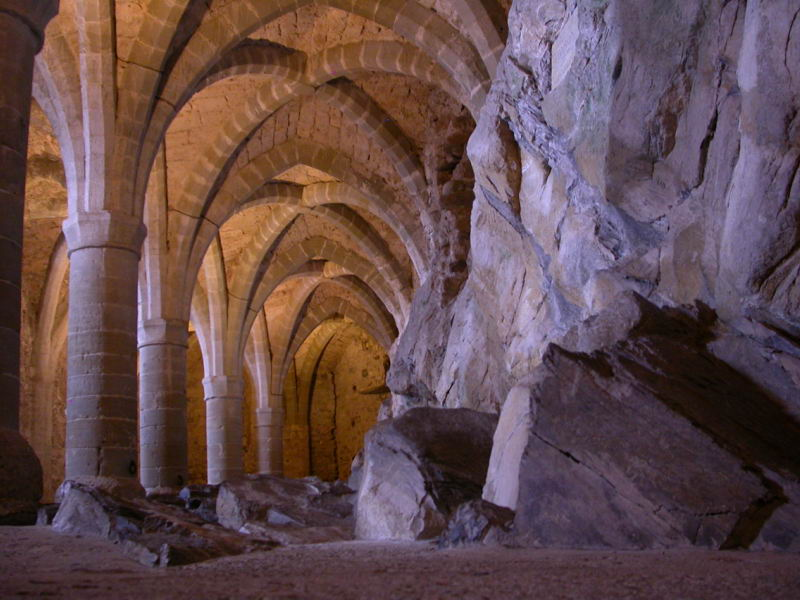
시옹성 지하실
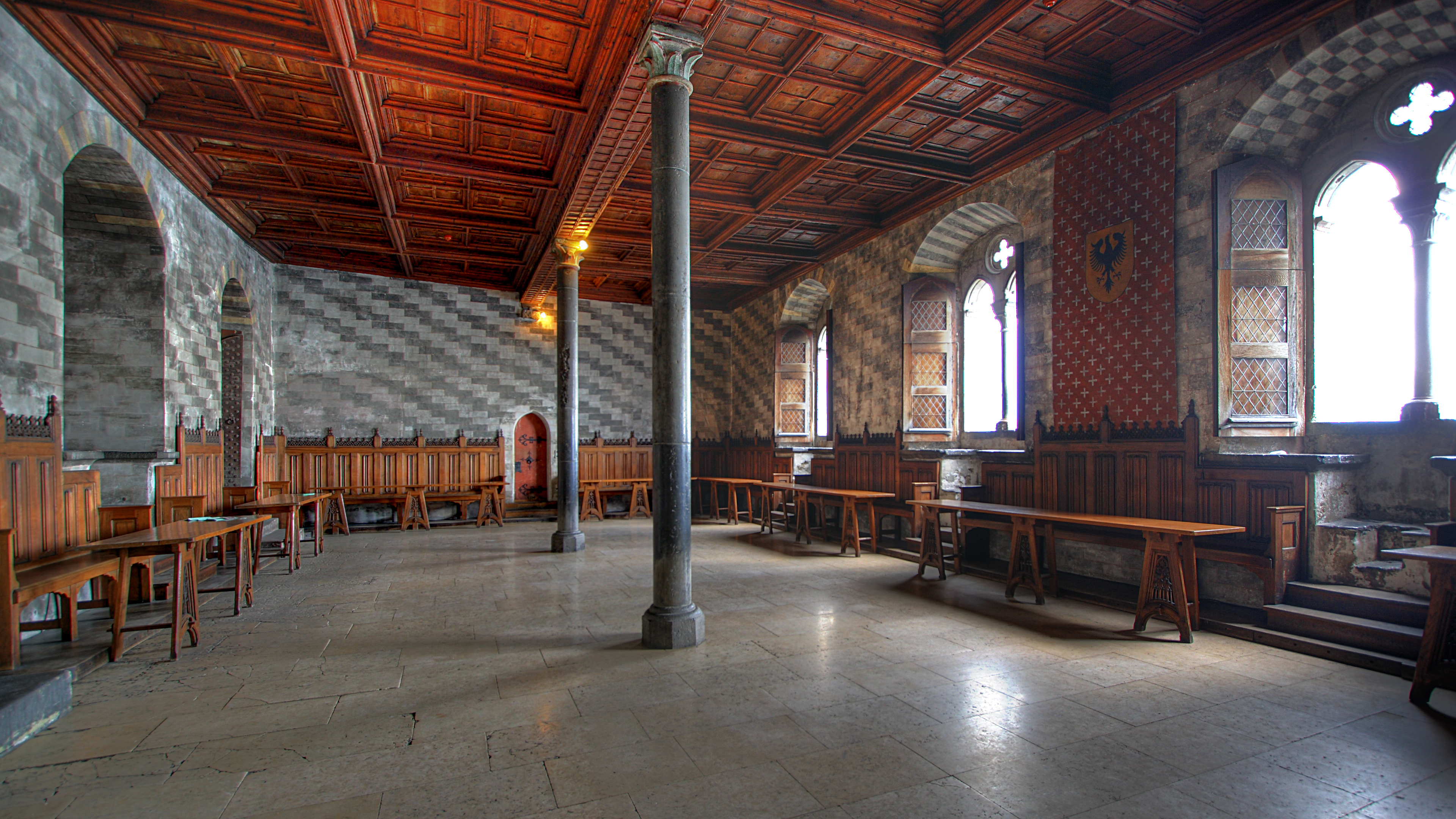
백작의 그랜드홀
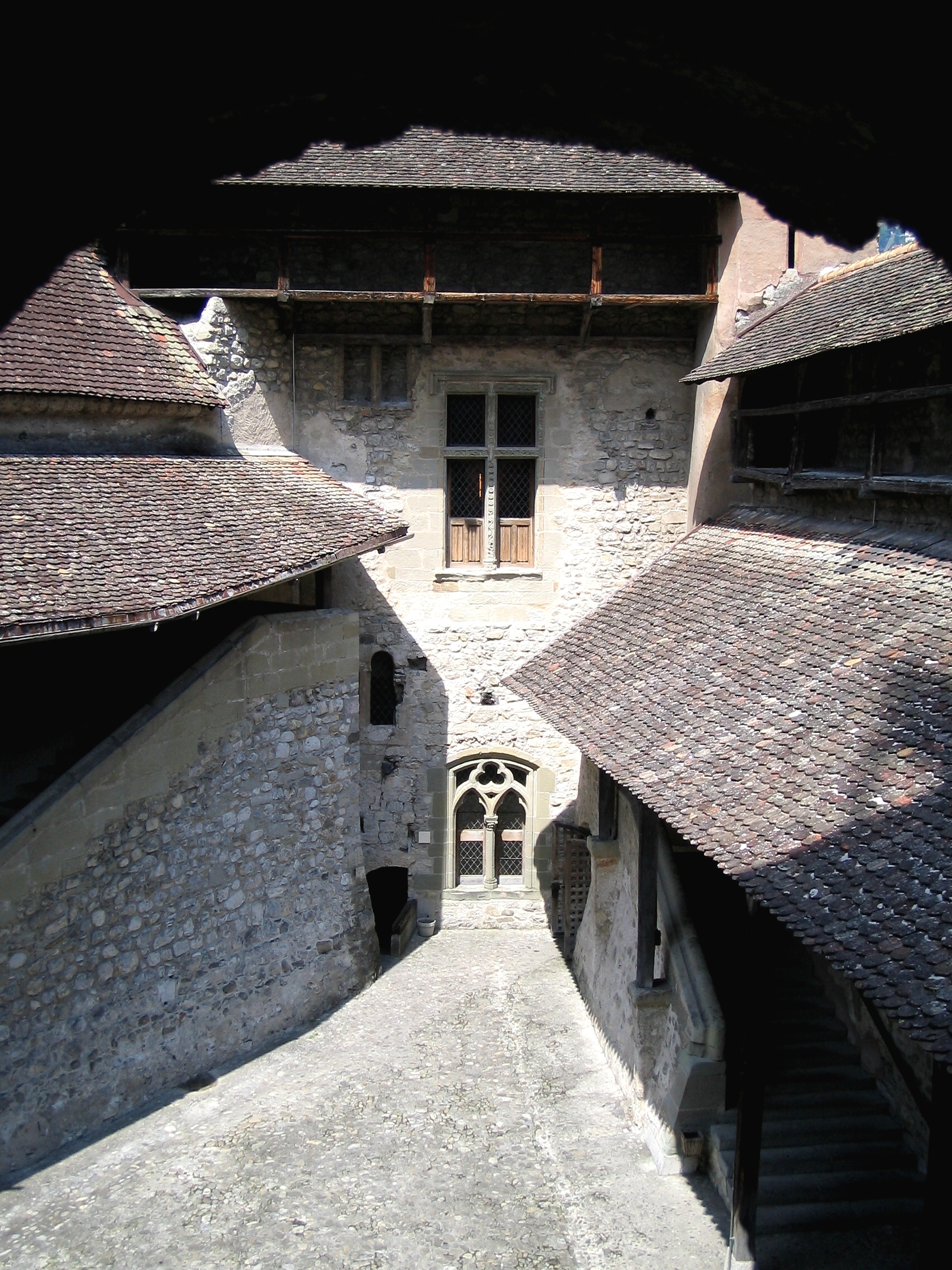
성 안뜰
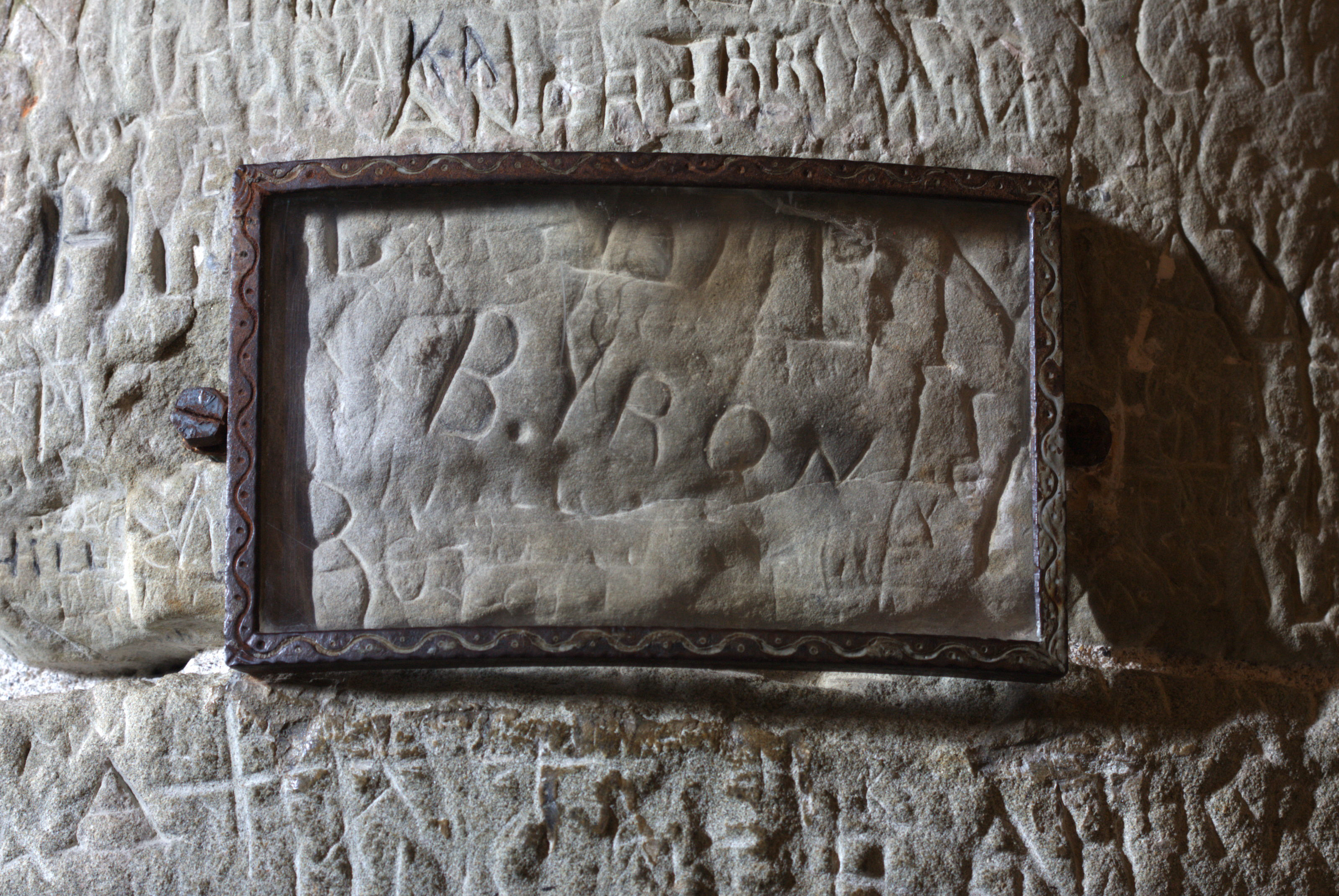
바이런 경의 서명이 있는 던전
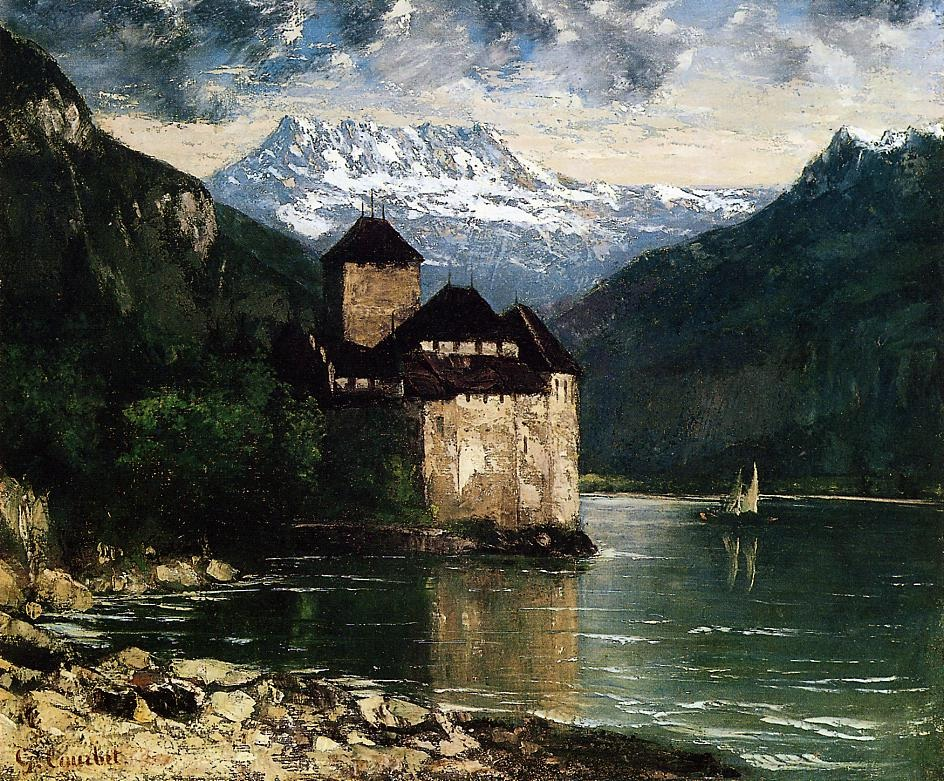
시옹성 , 귀스타브 쿠르베 작(1875년)
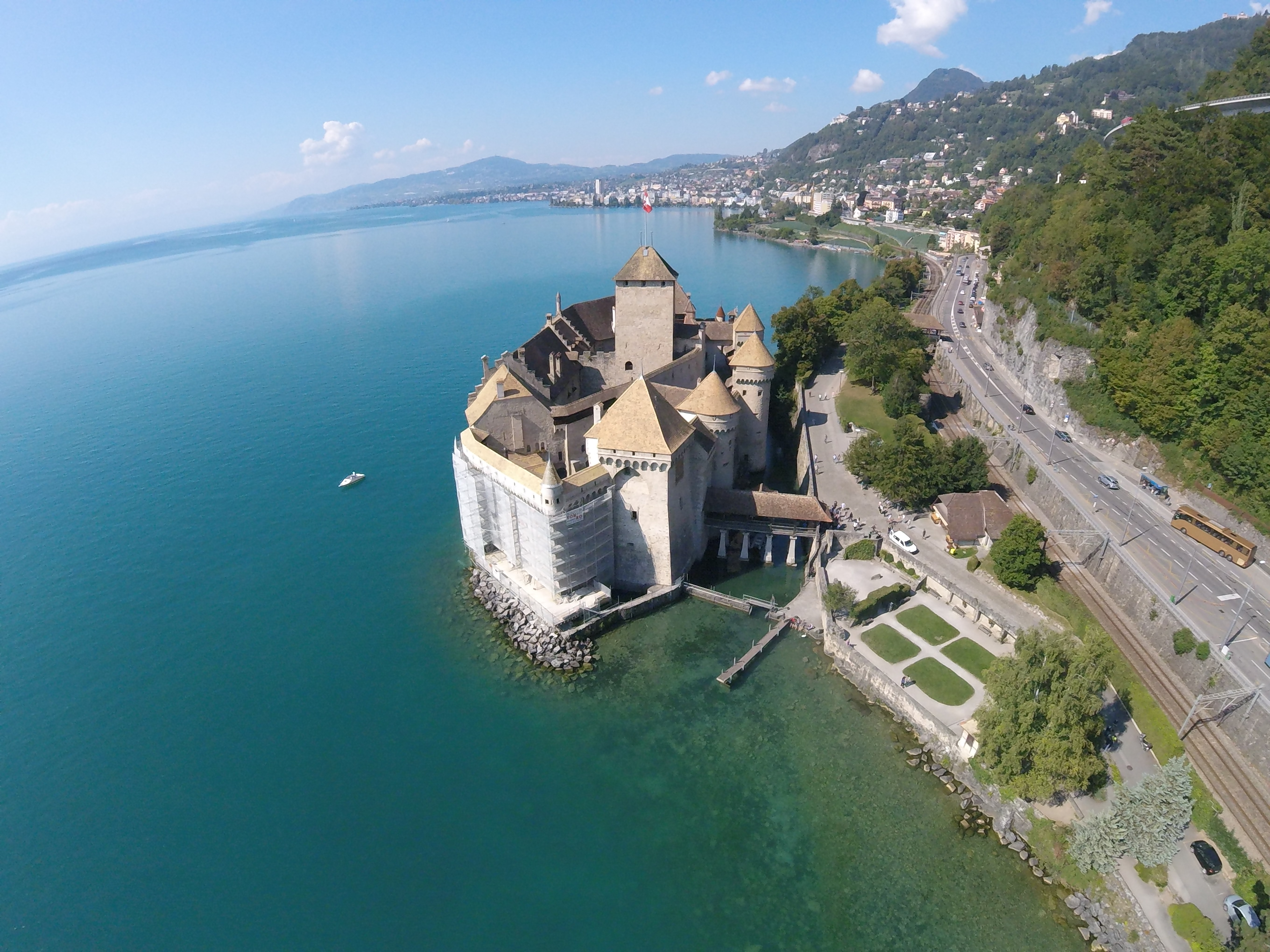
시옹성 공중뷰
- 시옹성 풍경 영상

## 참고 문헌
- Cox, Eugene L. (1967). 《The Green Count of Savoy》. Princeton, New Jersey: Princeton University Press. LCCN 67-11030.
- de Fabianis, Valeria, ed. (2013). 《Castles of the World》. New York: Metro Books. ISBN 978-1-4351-4845-1
- Fonds : Château de Chillon (600-2013) [Archives de l'Association du château de Chillon (antérieurement Association pour la restauration du château de Chillon) et archives provenant du Secrétariat général du Département de l'instruction publique et des cultes et du Service des bâtiments concernant le château de Chillon : photographies, plans, inventaires, journaux de fouilles, écrits non publiés, contrats, règlements, procès-verbaux, rapports, correspondance, comptabilité, imprimés, publicité, registres des visiteurs du château, dossiers divers, archives de l'architecte Otto Schmid. 172,20 mètres linéaires]. Cote : CH-000053-1 N 2. Archives cantonales vaudoises. (présentation en ligne [archive])
- Denis Bertholet, Olivier Feihl, Claire Huguenin, Autour de Chillon. Archéologie et restauration au début du siècle, Lausanne 1998.
- Claire Huguenin, Patrimoines en stock. Les collections de Chillon, Lausanne 2010.
- Paul Bissegger, «Henri de Geymüller versus E.-E. Viollet-le-Duc: le monument historique comme document et œuvre d'art. Avec un choix de textes relatifs à la conservation patrimoniale dans le canton de Vaud vers 1900», Monuments vaudois 2010, p. 5-40.